# Sultan Al-Ghanam
Sultan Al-Ghannam (en árabe: سلطان الغنام‎; nacido el 6 de mayo de 1994) es un futbolista profesional saudí que juega como lateral derecho en el club Al-Nassr de la Liga Profesional Saudí y en la selección de fútbol de Arabia Saudí.

## Trayectoria
Comenzó su carrera profesional en el club Al-Zulfi en 2012. Luego jugó para los clubes Al-Faisaly y Al-Nasr respectivamente. El 28 de enero de 2019 marcó su primer gol para Al-Nasr en la goleada 4:0 ante el Ohod Club en la fecha 17 de la Liga Profesional Saudí. El 15 de mayo de 2019, con la victoria 2:1 en condición de local contra el Al-Batin Football Club se proclama campeón de la Liga Profesional Saudí 2018-19. El 4 de enero de 2020 se corona campeón de la Supercopa de Arabia Saudita 2019 con una victoria 5:4 en los penaltis sobre el Al-Taawoun Football Club, luego de haber empatado 1:1 en el tiempo reglamentario.
El 30 de enero de 2021, se corona campeón de la Supercopa de Arabia Saudita 2020, con la goleada 3:0 sobre Al-Hilal Saudi Football Club, Al-Ghanam contribuyó en el primer gol con una asistencia cuando centró un balón para que su compañero Petros Matheus dos Santos Araújo rematara de cabeza al minuto 60. Terminó la temporada 2020-21 con un total de 38 partidos y un gol, lo que sería suficiente para que su valor de mercado ascendiera a 2,7 millones de euros al final de la temporada, el valor más alto que había logrado en toda su carrera futbolística hasta ese momento.

## Selección nacional
Participó en la selección de fútbol de Arabia Saudita en la Copa Asiática de la AFC 2019 y en la Clasificación de AFC para la Copa Mundial de Fútbol de 2022.

### Participaciones en Copa Asiática
| Copa               | Sede                   | Resultado        | Partidos | Goles |
| ------------------ | ---------------------- | ---------------- | -------- | ----- |
| Copa Asiática 2019 | Emiratos Árabes Unidos | Octavos de final | 0        | 0     |

## Estadísticas

### Clubes
Actualizado hasta el 6 de agosto de 2023.
| Al-Zulfi FC Arabia Saudita      | -             | 2014          | -   | - | 1  | 0 | -  | - | 1   | 0 |
| Al-Zulfi FC Arabia Saudita      | Total club    | Total club    | -   | - | 1  | 0 | -  | - | 1   | 0 |
| Al-Faisaly F. C. Arabia Saudita | 1.            | 2015-16       | 1   | 0 | -  | - | -  | - | 1   | 0 |
| Al-Faisaly F. C. Arabia Saudita | 1.            | 2016-17       | 2   | 0 | 1  | 0 | -  | - | 2   | 0 |
| Al-Faisaly F. C. Arabia Saudita | 1.            | 2017–18       | 21  | 0 | 5  | 0 | -  | - | 26  | 0 |
| Al-Faisaly F. C. Arabia Saudita | Total club    | Total club    | 24  | 0 | 6  | 0 | -  | - | 29  | 0 |
| Al-Nassr F. C. Arabia Saudita   | 1.            | 2018-19       | 26  | 2 | 2  | 0 | 8  | 1 | 36  | 3 |
| Al-Nassr F. C. Arabia Saudita   | 1.            | 2019-20       | 28  | 2 | 4  | 0 | 8  | 0 | 40  | 2 |
| Al-Nassr F. C. Arabia Saudita   | 1.            | 2020–21       | 25  | 1 | 4  | 0 | 9  | 0 | 38  | 1 |
| Al-Nassr F. C. Arabia Saudita   | 1.            | 2021–22       | 9   | 1 | -  | - | -  | - | 9   | 1 |
| Al-Nassr F. C. Arabia Saudita   | 1.            | 2022–23       |     |   |    |   |    |   |     |   |
| Al-Nassr F. C. Arabia Saudita   | 1.            | 2023-24       | -   | - | -  | - | 3  | 1 | 3   | 1 |
| Al-Nassr F. C. Arabia Saudita   | Total club    | Total club    | 89  | 6 | 10 | 0 | 28 | 1 | 123 | 8 |
| Total carrera                   | Total carrera | Total carrera | 113 | 6 | 17 | 0 | 28 | 2 | 158 | 8 |
| 1. 2.                           |               |               |     |   |    |   |    |   |     |   |

## Palmarés

### Títulos nacionales
| Título                      | Club           | País           | Año     |
| --------------------------- | -------------- | -------------- | ------- |
| Liga Profesional Saudí      | Al-Nassr F. C. | Arabia Saudita | 2018-19 |
| Supercopa de Arabia Saudita | Al-Nassr F. C. | Arabia Saudita | 2019    |
| Supercopa de Arabia Saudita | Al-Nassr F. C. | Arabia Saudita | 2020    |

### Títulos internacionales
| Título                      | Club           | País           | Año  |
| --------------------------- | -------------- | -------------- | ---- |
| Campeonato de Clubes Árabes | Al-Nassr F. C. | Arabia Saudita | 2023 |